# Lost in the Pacific
Pour plus de détails, voir Fiche technique et Distribution.
Lost in the Pacific (蒸发太平洋, Zhēngfā Tàipíng Yáng) est un film chinois réalisé par Vincent Zhou, sorti en 2016. Il met en vedette l'acteur américain Brandon Routh et l'actrice chinoise Kitty Zhang Yuqi.

## Synopsis
Dans un futur proche, un nouveau modèle d'avion inaugure la traversée du Pacifique avec à son bord des passagers issus de l'élite mondiale. Mais l'avion est pris dans une tempête.

## Fiche technique
- Titre : Lost in the Pacific
- Titre original : 蒸发太平洋 (Zhēngfā Tàipíng Yáng)
- Réalisation : Vincent Zhou
- Scénario : Peter Cameron et Vincent Zhou
- Musique : Alec Puro
- Photographie : Scott Winig
- Montage : David An
- Production : Vincent Zhou
- Société de production : Shanghai Hongliang Media & Culture Co., Asia Tropical Films et Fosun Group Forever Pictures
- Pays :  Chine et  Malaisie
- Genre : Aventure, science-fiction et thriller
- Durée : 89 minutes
- Dates de sortie : 
  -  Chine : 29 janvier 2016

## Distribution
- Brandon Routh : Mike
- Kitty Zhang Yuqi : Ruoxin
- Russell Wong : Gary Gao
- Bernice Liu : Nikki Lee
- Sunny Wang : Colin
- Jiang Mengjie : Mia Ren
- Dai Xiangyu : Xiang
- Vincent M. Ward : Rodman
- Kaiwi Lyman : Vincent Rigs
- Bobby Tonelli : Jason
- Yu Yonglin : Monica
- Lu Siyu : Kim Woo Nam
- Tim Parrish : Peter
- Natasha Lloyd : Kelly
- Tazito Garcia : le prince Khadsa
- Debbie Goh : Lily Young
- Dominic Zhai : Bob
- Gary Dean : Dr. Han